# Jon Voight
Pour les articles homonymes, voir Voigt.
 (mars 2025).
Si vous disposez d'ouvrages ou d'articles de référence ou si vous connaissez des sites web de qualité traitant du thème abordé ici, merci de compléter l'article en donnant les références utiles à sa vérifiabilité et en les liant à la section « Notes et références ».
En pratique : Quelles sources sont attendues ? Comment ajouter mes sources ?
Jon Voight (nom prononcé en anglais : [vɔɪt]), né le 29 décembre 1938 à Yonkers (État de New York, États-Unis) est un acteur et scénariste américain.
Il remporte l'Oscar du meilleur acteur en 1979 pour son rôle du vétéran paraplégique Luke Martin dans le film Retour et reçoit la National Medal of Arts des mains du président Donald Trump en 2019.
Jon Voight est le père de l'actrice Angelina Jolie et du producteur de cinéma James Haven.

## Biographie

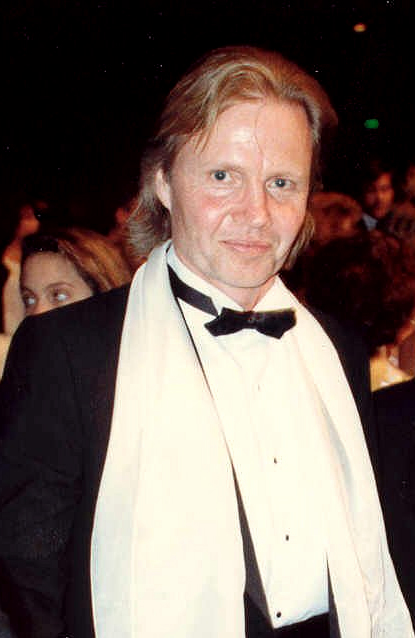
Jon Voight lors de la des Oscars en 1988.

Jonathan Vincent Voight est né dans une famille d'origines allemande par sa mère et tchécoslovaque par son père, qui était un golfeur professionnel.
Il suit des cours de décoration scénique à l'université catholique d'Amérique de Washington, D.C. avant de débuter, en 1965, une carrière théâtrale à Broadway. Il connaît le succès avec la pièce Vu du pont d'Arthur Miller et obtient en 1967 le Theatre World Award pour sa prestation dans That Summer, That Fall de Frank D. Gilroy. La même année, il fait ses premiers pas au cinéma en apparaissant dans Sept secondes en enfer. La consécration arrive en 1969 lorsqu’il immortalise son rôle de Macadam Cowboy aux côtés de Dustin Hoffman et se voit nommé à l'Oscar du meilleur acteur.
Au faîte de sa carrière, il incarne dans Délivrance l'un des quatre citadins en vacances qui ont décidé de descendre une rivière dans une zone reculée des Appalaches, et il est récompensé d'un Oscar pour son interprétation d'un vétéran du Viêt Nam devenu paraplégique dans Retour. Après sa prestation de boxeur déchu dans Le Champion de Franco Zeffirelli, Voight apparaît plus rarement sur les écrans. Le grand public le redécouvre en 1985 en bagnard aux prises avec un Runaway Train devenu incontrôlable — rôle qui lui vaut une nouvelle nomination à l'Oscar du meilleur acteur — ainsi qu'en gangster vieillissant dans le polar d'action Heat en 1995. Sa carrière relancée, Jon Voight interprète l'adversaire de Tom Cruise dans Mission impossible et celui de Matt Damon dans L'Idéaliste, film intimiste de Francis Ford Coppola.

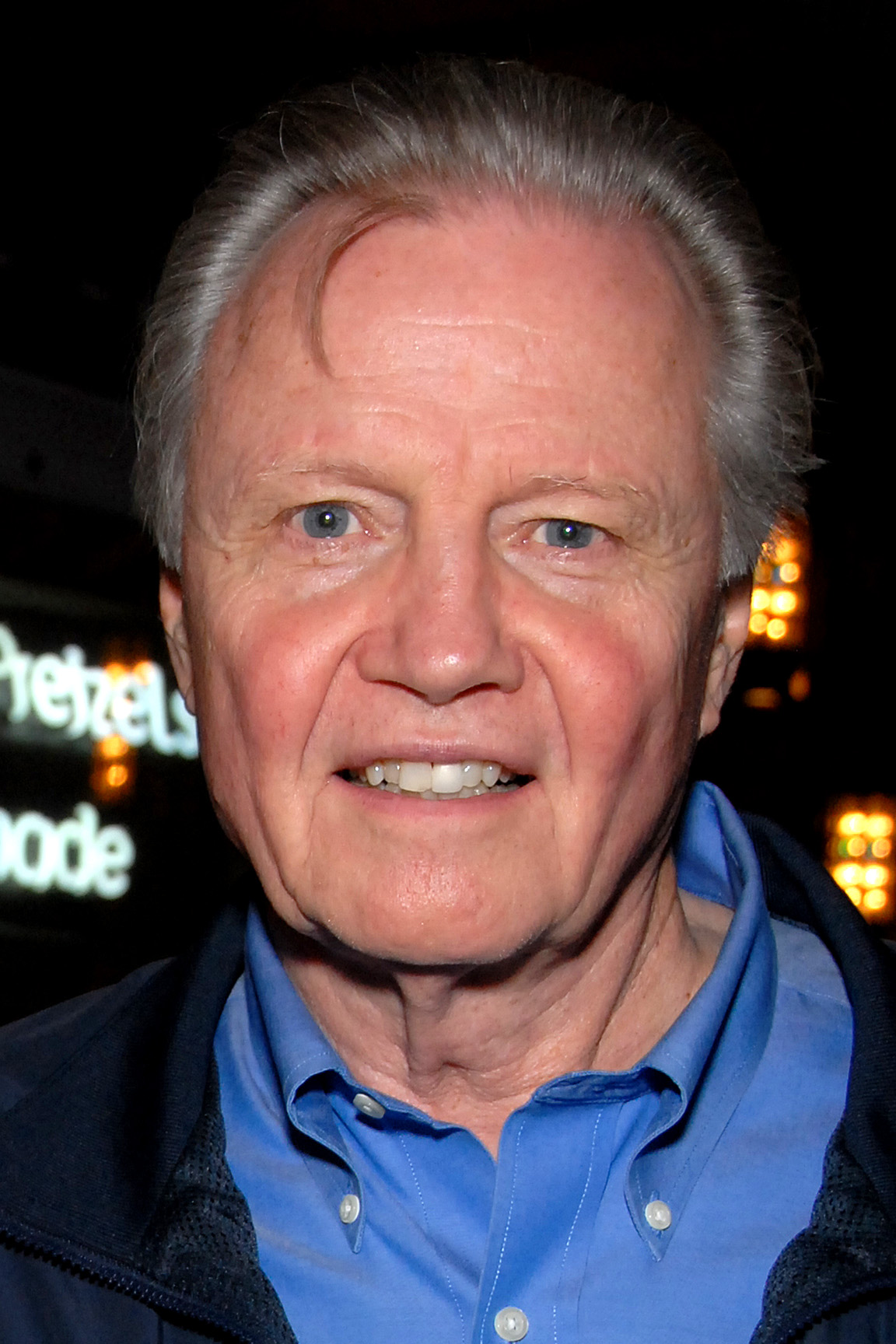
Voight en 2011.

Dès lors, les gros succès et les grands réalisateurs s'enchaînent : après De Palma et Coppola, Voight figure à la distribution de Ennemi d'État par Tony Scott et de U-turn par Oliver Stone ou encore avec Michael Mann dans Ali, qui lui permet d'être nommé à l'Oscar du meilleur acteur dans un second rôle en 2001. Aussi à l'aise pour incarner les persécuteurs d'enfants dans La Morsure du lézard que les sénateurs respectables dans Un crime dans la tête, l'acteur sexagénaire prend également plaisir à jouer les seconds rôles dans quelques superproductions hollywoodiennes comme Pearl Harbor, où il campe le président Franklin Roosevelt, Transformers et les deux volets de la saga d'aventures Benjamin Gates. En 2024, il est au casting de Megalopolis, le nouveau film de Francis Ford Coppola.

## Politique

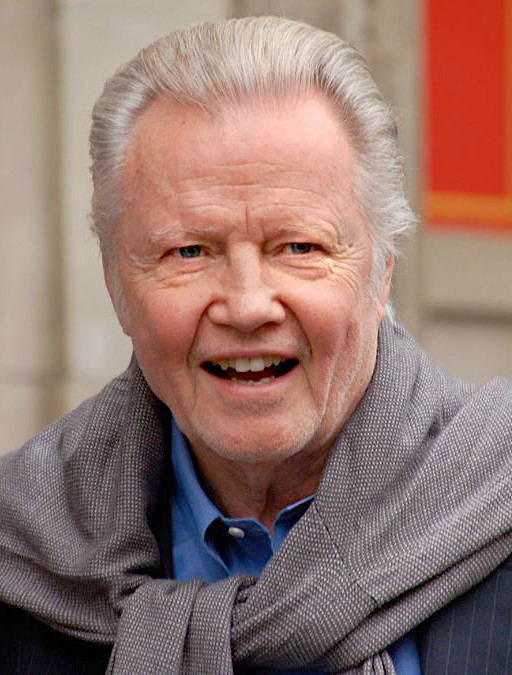
Jon Voight à Hollywood, en 2013.

Jeune, Voight a dans un premier temps des idées de gauche. Ainsi, il soutient John Fitzgerald Kennedy lors de l'élection présidentielle de 1960 et est traumatisé par son assassinat en 1963. Il milite par la suite contre la guerre du Viêt Nam, ce qui l'amène à soutenir George McGovern lors de l'élection présidentielle de 1972. Avec Jane Fonda, il apporte aussi son soutien au mouvement Unité populaire de Salvador Allende au Chili.
Il déclare que ce sont les violations des droits de l'homme au Viêt Nam, après le départ des Américains, qui l'ont fait changer d'avis : « Lorsque nous disions : Faites l'amour, pas la guerre, c'était parce qu'on ne voyait pas le mal, alors qu'il était juste sous nos yeux. » Il porte également un regard critique sur la débauche sexuelle de l'époque « qui a amené des gamines de 15 ans à se retrouver enceintes », et sur la drogue : « Il y en a même qui disent que la drogue stimulerait la réflexion. Moi je n'ai vu que des gens détruits par la drogue. »
En 2007, il se dit attristé par les critiques à l'égard de George W. Bush. Lors des primaires républicaines de 2008, il soutient Rudy Giuliani, affirmant qu'il rend la ville de New York plus sûre lorsqu'il est maire et pour son action au moment des attentats du 11 septembre 2001. Après la défaite de Giuliani, il apporte son soutien à John McCain. Présent à la convention nationale du Parti républicain, il y assure la narration d'un documentaire sur Sarah Palin, candidate à la vice-présidence, et participe à un film de soutien aux soldats américains.
Jon Voight est un fervent soutien d'Israël, où il s’est rendu à deux reprises. En 2009, il s'en prend à Jane Fonda, avec qui il a milité autrefois à gauche, après que cette dernière a signé un texte de soutien aux Palestiniens. Il accuse également Barack Obama de faire la promotion de l'antisémitisme et s'oppose à l’Obamacare, la réforme du système de santé portée par Obama, participant à une conférence du Tea Party pour exprimer son opinion.
Lors de l'élection présidentielle de 2012, il apporte son soutien à Mitt Romney. Lors de la campagne pour l'élection de 2016, il appelle à voter pour le candidat républicain, Donald Trump. Le 20 janvier 2017, lors de la cérémonie d'investiture du nouveau président, il prononce un discours. Selon Business Insider, il soutient les accusations de fraudes électorales concernant l'élection présidentielle américaine de 2020. Il se prononce à nouveau en faveur de la candidature de Donald Trump pour l’élection présidentielle de 2024.

## Filmographie

### Acteur

#### Cinéma
- 1967 : Fearless Frank de Philip Kaufman : Fearless Frank
- 1967 : Sept secondes en enfer (Hour of the gun) de John Sturges : William Brocius
- 1969 : Out of it de Paul Williams : Russ
- 1969 : Macadam Cowboy (Midnight cowboy) de John Schlesinger : Joe Buck
- 1970 : The Revolutionary de Paul Williams : A
- 1970 : Catch 22 de Mike Nichols : premier lieutenant Milo Minderbinder
- 1972 : Délivrance (Deliverance) de John Boorman : Ed Gentry
- 1973 : The All-American Boy de Charles Eastman : Vic Bealer
- 1974 : Conrack de Martin Ritt : Pat Conroy
- 1974 : Le Dossier Odessa (The Odessa File) de Ronald Neame : Peter Miller
- 1975 : Double Jeu (Der Richter und sein Henker) de Maximilian Schell : Walter Tschanz
- 1978 : Retour (Coming home) de Hal Ashby : Luke Martin
- 1979 : Le Champion (The Champ) de Franco Zeffirelli : Billy Flynn
- 1982 : Lookin' to Get Out de Hal Ashby : Alex Kovac
- 1985 : Runaway Train d'Andreï Kontchalovski : Oscar "Manny" Manheim
- 1990 : Éternité de Steven Paul : Edward / James
- 1995 : Heat de Michael Mann : Nate
- 1996 : Mission impossible (Mission: Impossible) de Brian De Palma : Jim Phelps
- 1997 : Rosewood de John Singleton : John Wright
- 1997 : Anaconda, le prédateur (Anaconda) de Luis Llosa : Paul Serone
- 1997 : Boys will be boys de Dom DeLuise
- 1997 : U-Turn d'Oliver Stone : l'homme aveugle
- 1997 : L'Idéaliste (The Rainmaker) de Francis Ford Coppola : Leo F. Drummond
- 1997 : Wanted : Recherché mort ou vif (Most wanted) de David Hogan : Général Adam Woodward / Lieutenant Colonel Grant Casey
- 1998 : Le Général (The General) de John Boorman : Ned Kenny
- 1998 : Ennemi d'État (Enemy of the State) de Tony Scott : Thomas Brian Reynolds
- 1999 : Nello et le chien des Flandres (A Dog of Flanders) de Kevin Brodie : Michael La Grande
- 1999 : Varsity Blues de Brian Robbins : coach Bud Kilmer
- 2001 : Pearl Harbor de Michael Bay : Franklin D. Roosevelt
- 2001 : Lara Croft: Tomb Raider (Tomb Raider) de Simon West : Lord Richard Croft
- 2001 : Zoolander de Ben Stiller : Larry Zoolander
- 2001 : Ali de Michael Mann : Howard Cosell
- 2001 : 1943, l'ultime révolte (Uprising) de Jon Avnet
- 2003 : La Morsure du lézard (Holes) d'Andrew Davis : Marion Seville / Mr Sir
- 2004 : Un crime dans la tête (The Manchurian candidate) de Jonathan Demme : Sénateur Thomas Jordan
- 2004 : Karaté Dog (The Karate Dog) de Bob Clark
- 2004 : P'tits Génies 2 (Superbabies: Baby Geniuses 2) de Bob Clark : Bill Biscane / Kane
- 2004 : Benjamin Gates et le Trésor des Templiers (National Treasure) de Jon Turteltaub : Patrick Gates
- 2006 : Les Chemins du triomphe (Glory Road) de James Gartner : Adolph Rupp
- 2007 : Transformers de Michael Bay : Mr. John Keller
- 2007 : Septembre funeste (September Dawn) de Christopher Cain : Jacob Samuelson
- 2007 : Bratz : In-sé-pa-rables ! (Bratz) de Sean McNamara : le principal Dimly
- 2007 : Benjamin Gates et le Livre des secrets (National treasure) de Jon Turteltaub : Patrick Gates
- 2008 : Le Prix de la loyauté (Pride and Glory) de Gavin O'Connor : assistant-chef Francis Tierney Sr.
- 2008 : Tonnerre sous les tropiques de Ben Stiller : lui-même
- 2008 : An American Carol de David Zucker : George Washington
- 2008 : Tout... sauf en famille (Four Christmases) de Seth Gordon : Creighton Kincaid
- 2012 : Psychic ou Disparition inquiétante (Beyond) de Josef Rusnak : Jon Koski
- 2013 : Getaway de Courtney Solomon et Yaron Levy : la voix mystérieuse
- 2013 : Dracula: The Dark Prince de Pearry Reginald Teo : Leonardo Van Helsing
- 2013 : Baby Geniuses and the Mystery of the Crown Jewels de Sean McNamara : le chauffeur de taxi
- 2014 : Baby Geniuses and the Treasure of Egypt de Sean McNamara : Moriarty
- 2015 : Baby Geniuses and the Space Baby de Sean McNamara : Moriarty
- 2015 : Woodlawn de Andrew Erwin : Bear Bryant
- 2016 : J. L. Ranch de Charles Robert Carner : John
- 2016 : Les Animaux fantastiques de David Yates : Henry Shaw Sr.
- 2016 : American Wrestler: The Wizard de Alex Ranarivelo : principal Robert Skinner
- 2017 : Surviving the Wild de Patrick Alessandrin : grand-père Gus
- 2017 : Ces différences qui nous rapprochent (Same Kind of Different as Me) de Michael Carney : Earl Hall
- 2018 : Orphan Horse de Sean McNamara : Ben Crowley
- 2020 : Roe v. Wade de Nick Loeb et Cathy Allyn : Warren Earl Burger
- 2022 : Dangerous Game: The Legacy Murders de Sean McNamara : Ellison Betts
- 2023 : Mercy de Tony Dean Smith[6] : Patrick Quinn
- 2024 : The Painter de Kimani Ray Smith : Byrne
- 2024 : Megalopolis de Francis Ford Coppola : Hamilton Crassus III
- 2024 : Reagan de Sean McNamara : Viktor Novikov
- 2024 : Shadow Land de James Bamford : Wainwright

#### Télévision
- 1993 : Lonesome Dove : La Loi des justes (Return to Lonesome Dove) (mini-série) : capitaine Woodrow F. Call
- 1999 : L'Arche de Noé (Noah's Ark) (mini-série) de John Irvin : Noah
- 2001 : Jack et le Haricot magique (Jack and the Beanstalk: The Real Story) de Brian Henson : Sigfried Mannheim, dit « Siggy »
- 2005 : Le Pape Jean-Paul II (Pope John Paul II) de John Kent Harrison : Pape John Paul II / Karol Wojtyla
- 2008 : 24 Heures chrono : Redemption (téléfilm) de Jon Cassar : Jonas Hodges
- 2009 : 24 Heures chrono (série télévisée), saison 7, épisodes 12 à 21 : Jonas Hodges
- 2010 : Lone Star (série télévisée) : Clint Thatcher
- 2013-2020 : Ray Donovan (série télévisée) : Mickey Donovan
- 2022 : Ray Donovan: The Movie (téléfilm) de David Hollander : Mickey Donovan

### Scénariste
- 1982 : Lookin' to Get Out, de Hal Ashby

## Distinctions

### Récompenses
- British Academy Film Awards 1970 : meilleur nouveau venu dans un rôle principal pour Macadam Cowboy
- Oscars 1979 : meilleur acteur pour Retour
- Festival du film de Giffoni 1995 : Prix François Truffaut
- Festival du film de Beverly Hills 2011 : Prix Living Legends pour l'ensemble de sa carrière
- CineRockom International Film Festival 2015 : Prix du meilleur acteur de ses 50 dernières années
- CineVegas International Film Festival 2011 : Prix Marquee

### Nominations
- Oscars 1970 : meilleur acteur pour Macadam Cowboy
- Oscars 1986 : meilleur acteur pour Runaway Train
- Oscars 2002 : meilleur acteur dans un second rôle pour Ali

## Voix francophones
En France, plusieurs comédiens ont doublé Jon Voight. Parmi les plus fréquents, il y a Michel Fortin, Michel Ruhl, Claude Giraud et Frédéric Cerdal qui l'ont doublé à cinq reprises pour les deux premiers et quatre pour les deux derniers.
Au Québec, Jon Voight est principalement doublé par Jean-Marie Moncelet.